# All Tomorrow's Parties (festival)
All Tomorrow's Parties je britský hudební festival. Založil ho Barry Hogan v roce 1999. Pojmenován byl podle skladby „All Tomorrow's Parties“ od skupiny The Velvet Underground. Za dobu existence zde vystoupili například Cheap Trick (2002), LCD Soundsystem (2004), Patti Smith (2007), Dinosaur Jr (2008) nebo Yann Tiersen (2012) a mnoho dalších.
V dubnu 2016 měl na festivalu vystoupit velšský hudebník John Cale, jeden z členů skupiny The Velvet Underground, podle jejíž písně byla událost pojmenována. Jeho koncert byl však kvůli organizátorům zrušen. Krátce před konáním festivalu rovněž odstoupil Roky Erickson. Cale měl toho roku vystoupit na dvou verzích festivalu. První proběhla bez něj a dalších hudebníků. Druhá byla celá zrušena.